# Луций Корнелий Сципион Азиатски (консул 190 пр.н.е.)
Вижте пояснителната страница за други личности с името Луций Корнелий Сципион.
Луций Корнелий Сципион Азиатски (на латински: Lucius Cornelius Scipio Asiaticus; † 183 пр.н.е.) e политик и генерал на Римската република от 3 и 2 век пр.н.е.
Син е на Публий Корнелий Сципион (консул 218 пр.н.е.) и Помпония. Брат е на Публий Корнелий Сципион Африкански Старши.
Луций участва в походите на брат си в Испания, Африка и Сицилия. През 214 или 213 пр.н.е. е едил; 208 пр.н.е. служи като легат при брат си в Испания през втората пуническа война. През 193 пр.н.е. като претор управлява Сицилия. От 191 пр.н.е. се бие в Гърция против Антиох III.
През 190 пр.н.е. е избран за консул заедно с приятеля на брат му Гай Лелий и е главнокомандващ в решителната битка при Магнезия (дн. Маниса). След сключването на мир в Апамея през 188 пр.н.е. му се разрешава триумф в Рим и заради военните си победи на Изток той получава почетното име Азиатски. През 187 пр.н.е. има политически процес срещу него за подкупи от Антиох и присвояване на държавни пари, което прекратява неговата политическа кариера.
Той е баща на Луций Корнелий Сципион (квестор 167 пр.н.е.).